# جون ميريل (سياسي)
جون ميريل هو سياسي أمريكي، ولد في 12 نوفمبر 1963 في ويدووي في الولايات المتحدة. نشط حزبياً في الحزب الجمهوري. وقد انتخب عضو مجلس نواب ألاباما ‏.

## وصلات خارجية
- الموقع الرسمي